# 蔡易餘
蔡易餘（1981年3月14日—），中華民國政治人物、律師，民主進步黨籍，現任立法委員。

## 生平
蔡易餘出生於嘉義縣布袋鎮新塭，為民主進步黨政治人物蔡啟芳之子。國立嘉義高級中學畢業後，他就讀台大法律系財經法學組。
蔡易餘22歲應屆考取律師，並開始執業；蔡律師曾向律師顧立雄學習，並擔任雲林縣長蘇治芬辯護律師。2011年7月6日至2011年7月15日，蔡易餘擔任台灣陪審團協會理事、凱達格蘭基金會理事與《台灣漫畫月刊》法律顧問。蔡易餘在2013年以32歲之齡成為民進黨歷史上最年輕的縣市黨部主委。2014年並擔任嘉義縣長張花冠競選總幹事。
2010年，蔡易餘投入台北市議員民進黨黨內初選，以民調電話0.02，一通電話差距輸給梁文傑，據其表示是黨內高志鵬鼓勵其參選。
2012年4月30日，民進黨青年世代發動的「年輕世代公職嗆馬靜坐活動」，發起人有童仲彥、王定宇、蔡易餘、黃嫈珺等民進黨青年世代，在凱達格蘭大道抗爭13天，並有先後四位民進黨主席到場相挺，逾百名嘉義鄉親北上，著迷彩裝，在凱道堆砂包，以掃帚象徵槍枝，現場上演「民兵反漲電價，舉槍攻向總統府」行動劇，與中正一分局警察發生多次衝撞，後被台北地方法院檢察署以妨害公務罪起訴。 2015年2月，台灣高等法院判決無罪定讞。
2013年7月7日，六軍團裝甲542旅陸軍下士洪仲丘在軍中死亡，其六軍團裝甲542旅同袍劉烜揚被傳喚到高等軍事法院檢察署出庭，蔡易餘擔任律師陪同出庭。
2014年3月19日，台灣年輕人因為反對馬英九與中國大陸簽訂兩岸服務貿易協議，黑色島國青年陣線、公投盟等社運團體衝進立法院議場，連續23天之太陽花學運，遭到以張安樂為首之統派人士到場表態要勸離學生，蔡易餘調來貨櫃屋至中山南路、青島東路路口阻擋張安樂，網路鄉民稱貨櫃到達學運現場了，學運正式進入城堡時代。  
2015年2月27日，蔡易餘表態爭取嘉義縣第一選區民進黨立委初選，獲得蔡丁貴、洪仲丘舅舅胡世和、學運成員「音地大帝」、陳志瑜、社運的王奕凱、周尚義及人權律師團邱顯智、邱皇錡、陳澤嘉及胡博硯等人到場聲援力挺。
2016年1月16日，蔡易餘以72469票高票擊敗林江釧，當選嘉義縣第一選舉區第九屆立法委員，2016年2月1日，正式就職至今。
2016年10月15日，公民監督國會聯盟（公督盟）舉行第九屆第一會期立委評鑑複審大會，共選出26位優秀立委，評鑑蔡易餘為司法委員會優秀立委。
2017年2月28日，民進黨推動年金改革，希望在處理法案之司法委員會搶下兩席召委席次，以掌握排案主導地位。立院總召柯建銘推舉蔡易餘與國民黨抽籤搶下第二席召委，在司委會召委的推舉書中，親筆寫下「推舉為第二名召委（參與抽籤）」，並註記「長相福泰，必中無疑，有信心！」推薦為第二名司法委員會召委，因民進黨團前2會期有5次抽籤選出第二席召委的機會，卻因籤運不佳5次槓龜，如今蔡易餘成功中籤，終止民進黨抽籤6連敗紀錄。
2018年4月3日，「口袋國會」3日公布第9屆第4會期立委評選結果，共選出29位表現優質與優良的立委，根據口袋國會6項指標評比，整體表現優質的6位立委為民進黨立委陳亭妃、余宛如、蔡易餘、國民黨立委柯志恩、許毓仁、曾銘宗。
2020年5月16日，蔡易餘自宣布撤消先前提案修正「兩岸人民關係條例」與「憲法增修條文」，擬刪除「國家統一前」等文字。
2024年3月1日，蔡易餘在立法院質詢iWIN問題，之後再於Facebook發文，認為虛擬創作屬於《司法院釋字第617號解釋》的「軟蕊」，並舉例虛擬創作《葬送的芙莉蓮》、《七龍珠》以及歷史人物二創《真·三國無雙8》，主張「真實虛擬分開，嚴打真實放寬虛擬」，而「以真實兒童為題材之圖畫」、「以真實兒童檔案為基礎運算的AI圖畫製品」應該要管制。至於「以真實人物為題材的二創」如果是已作古的歷史人物，除非是其繼承人不允許（例如金庸小說的尹志平改為甄志丙）否則應屬創作自由。

## 選舉紀錄
2012年民主進步黨通過徵召為第八屆立法委員選舉參選人，以差距0.61%敗給時任立委翁重鈞。
2015年3月27日，民進黨公布嘉義縣第一選舉區立委初選民調，蔡易餘獲得40.87%，擊敗前立委林國慶的37.89%，獲得提名參選2016年立委選舉。2016年1月16日，蔡易餘以差距7.53%擊敗前東石鄉長林純金兒子林江釧，以72469票高票當選第九屆立法委員，之後繼續連任至今。
| 年度 | 選舉屆數             | 選舉區           | 所屬政黨   | 得票數 | 得票率 | 當選標記 | 備註 |
| ---- | -------------------- | ---------------- | ---------- | ------ | ------ | -------- | ---- |
| 2012 | 第八屆立法委員選舉   | 嘉義縣第一選舉區 | 民主進步黨 | 72,586 | 49.69% |          |      |
| 2016 | 第九屆立法委員選舉   | 嘉義縣第一選舉區 | 民主進步黨 | 72,469 | 52.96% |          |      |
| 2020 | 第十屆立法委員選舉   | 嘉義縣第一選舉區 | 民主進步黨 | 81,028 | 57.55% |          |      |
| 2024 | 第十一屆立法委員選舉 | 嘉義縣第一選舉區 | 民主進步黨 | 78,551 | 59.22% |          |      |

## 爭議
2010年，蔡易餘有意角逐台北市議員，當時他在國民黨中央黨部前掛上巨幅海報，痛批都是總統馬英九與台北市長郝龍斌政績太爛、害他與宅男們交不到女朋友。網友們不但不領情，甚至出言痛批蔡易餘「長成這樣，能怪誰」、「去照照鏡子，就可以知道為什麼交不到女友」。
2016年5月24日，蔡易餘等人提出「赦免法第三條條文修正草案」，蔡易餘表示，依現行規定，特赦必須是已經判決確定，然陳水扁涉入的案件被分割成多起，有些已經判決無罪，但有些還在訴訟中，因此修法讓總統有權特赦訴訟中的案件，為陳水扁特赦鋪路。
2016年，新任駐新加坡代表江春男酒駕遭逮，引發外界批評，並質疑他是否能繼續擔任駐新加坡大使。蔡易餘表示，江春男這次酒駕，酒測值0.27只比標準0.25超出一點點，應該是不小心，不是喝得爛醉，但仍是不好的示範。蔡易餘說，江春男一直是個性很嚴謹、嚴以律己的人，這次狀況真的是疏忽，應該一碼歸一碼，不能因此抹煞他長期在外交領域的專業；新加坡對於酒駕的規定會更嚴格，江春男在國內有此狀況，未來會更自我警惕。
2016年9月3日軍公教反污名要尊嚴九三大遊行結束後不久，中天新聞台節目某名嘴稱「你看其他政黨出來抗議都是到晚上十點，我們說五點就是五點，因為我們很守法⋯」，蔡易餘於臉書發言「笑了，就真的是公務員啊」，諷刺示威者本身真的是公務員，準時下班。草協聯盟發言人徐巧芯諷刺，蔡易餘嘲笑上街表達意見、守法結束遊行的軍公教，是「民進黨豬隊友」。
2016年12月26日，立法院司法及法制委員會審查民進黨立委尤美女版同性婚姻「民法修正草案」版本，但因涉及更動民法第972條內容，引發反同婚陣營反對，也掀起「修民法」與「立專法」兩派論戰。蔡易餘則提出「民法親屬編增訂部分條文修正草案」，以在民法中增訂第八章「同性婚姻」方式，以專章方式保障同性婚姻與其子女扶養權利。蔡易餘受訪表示，「各界對於婚姻平權有不同意見，因此提出折衷版本，希望調和各方意見；法律上也保障同志結婚與親子關係權利，與民法權利義務架構一致」；他也說，要尊重社會很多人對動到民法原條文有疑慮，才以增訂第八章方式處理，希望讓互相尖銳的兩造找到調和。但贊成同婚方與反對同婚方同時堅決表示反對其專章版本，並要求其「別來亂」。
2018年九合一選舉，民進黨嘉義縣長初選，蔡易餘擔任前行政院農業委員會副主任委員翁章梁競選總幹事，嘉義縣議會議長張明達敗給翁章梁。2018年3月，支持張明達的前民進黨立委林國慶質疑有電話干擾初選民調，蔡易餘與林國慶在三立iNEWS《鄭知道了》互槓。
2018年8月1日，蔡易餘於臉書頁面「蔡易餘 家己人 （页面存档备份，存于）｣發表歧視中國大陸配偶言論：「中國從最近東亞青還是航線代碼一事處處打壓台灣，我們把陸配和外配做差別待遇，剛剛好而已啦！！」2018年8月3日，國民黨新住民立委林麗蟬要求蔡易餘收回歧視言論並公開道歉。蔡易餘辯稱，他的言論被斷章取義，歐美先進國家也是對來自不友善國家的移民施予差別待遇。2018年11月8日，蔡易餘發表歧視中國大陸配偶言論滿100天，林麗蟬率領新住民團體幹部抨擊，蔡英文政府對蔡易餘的歧視言論視而不見，蔡英文政府的新住民政策完全跳票。
2018年8月27日，823水災南部災情慘重，全國老汽機貨車自救會主動發起救災活動，自主找了約二十輛老車送物資給災民。聯合報卻稱老車自救會是趁機在天災時到災區抗議，造成老車自救會非常不滿，他們誤會「好意被蔡易餘叫聯合報扭曲、抹黑」，因此於蔡易餘下鄉視察災區時群體包圍蔡易餘討公道。當下蔡易餘否認有此說法，雙方差點發生肢體衝突，雙方僵持不下。直到蔡易餘現場打電話給該報導的記者卜敏政求證，證明是記者自己刊登，蔡易餘並要求下架新聞並替老車澄清後，現場緩頰，雙方才離開。
2018年10月，蔡易餘共同連署支持立委王金平提案的《宗教基本法草案》，但內容引發爭議，審查前撤簽。
2019年12月5日，中文維基百科蔡易餘配偶欄被竄改為楊蕙如，並以此截圖於社交軟體和社群平台流傳，指稱楊蕙如是蔡啟芳的兒媳婦、就是蔡易餘的老婆。蔡易餘本人也於臉書頁面上澄清。修改該資料的翁姓男子於2020年遭嘉義地檢署依違反選罷法起訴，被判处有期徒刑6個月，得易科罰金，褫奪公權2年、可上訴。2021年6月，台南高分院改判翁姓男子無罪。
2023年12月27日，時代力量發言人余佳蒨揭露，民主進步黨總統候選人賴清德與立法委員候選人蔡易餘「海區農漁民聯合競選後援會」設於2023年8月尚為蔡政宜服務處地點。蔡易餘回應，該後援會是由東石鄉農會支持者發起，請自己提供看板樣版後自行規畫使用該址，僅於成立大會時受邀前往向鄉親致意，與同為參加成立大會的當地人士蔡政宜同框，後援會與賴清德無關，選舉過後已撤除；自己與賴清德、蕭美琴的「東石聯合後援會」地點在另一處。

## 外部連結
}}
- 蔡易餘的Facebook專頁
- 蔡易餘的Facebook頁面 （页面存档备份，存于）
- 蔡易餘的Instagram帳戶
- YouTube上的蔡易餘頻道
- YouTube上的蔡易餘立法委員頻道